# 联合国军事参谋团
联合国军事参谋团（UN Military Staff Committee, MSC），是联合国安理会的附屬機構，由五个安理会常任理事国的总参谋长或其代表组成。根據《聯合國憲章》的規定，其職責是規劃聯合國軍事行動，理论上是联合国的军事参谋咨询机构。不過由於美國、蘇聯和其他國家在20世紀40年代後期的談判破局，加上冷战時代各方的互不信任，令到成立永久性的联合国獨立军事力量成為空話，使军事参谋团的機能事實上已癱瘓，並无法履行其既定任务。
中国由中央军事委员会国际军事合作办公室派出一名少将衔级军官出任团长，以及三名大校衔级军官分别出任陆海空军代表。

## 历史地位
根据联合国宪章第26条、第46条和第47条，军参团的任务是： 
1. 协助安全理事会决定联合国武力使用之计划；
2. 在安全理事会权力之下，对于受该会所支配之任何军队，负战略上之指挥责任；
3. 协助安理会制定军备及裁军的计划方案。

军参团是根据联合国宪章第7章第47条第一款的规定，由联合国安理会1号决议于1946年1月25日正式设立的。军参团成立之初，安理会对军参团颇为重视。军参团专门拟定了《章程》和议事规则。联合国秘书处在20世纪40年代中、后期，曾为军参团提供了70名秘书和中、法、英、俄语翻译，组成了一个阵容强大的秘书工作班子。
由于不久世界陷入冷战，美国和苏联的根本分歧使得军参团很快陷入内部僵局。1948年7月2日，军参团主席代表全体成员（除抵制会议的苏联代表外）通知安理会说，在安理会没有解决军参团成员之间的分歧意见之前，该团在决定联合国部队兵力规模、成分和使用等方面无法取得进展。此后该团实际上沦为纯礼仪机构。

## 实际工作
每隔一周的星期四上午10点都要准时关起门来举行约20分钟的会议。每次会议，联合国秘书处都要提供5种语言的口头翻译。每次会议的主席由各国代表轮流担任，议程简单固定。首先，轮值主席宣布开会。其次，开始讨论议程，即轮值主席询问各代表对今天的议程有没有新建议，代表通常说没有。再次，确定下次会议的时间和地点。（实际上，会议的时间和地点早已按惯例确定下来。）最后，轮值主席宣布散会。每次会议历时约二三十分钟，是纯仪式性的，毫无实质内容。

## 历任中国常驻联合国军事参谋团团长
1. 何应钦上将（第一任代表团长）
2. 何世禮
3. 王叔铭
4. 林放（代表中华人民共和国政府的首任团长）
5. 牟长林大校（代理团长）
6. 刘沛[4]
7. 徐南烽少将
8. 张建国少将
9. 周明少将
10. 黄雪平少将[5]
11. 华波少将[6][7]
12. 尹忠良少将[8]